# Phylesha Brown-Acton
Phylesha Brown-Acton, née en février 1976, est une militante fakafifine niuéenne des droits LGBTQ+. En 2019, elle est nommée membre de l'ordre du Mérite néo-zélandais en reconnaissance de son travail auprès des communautés LGBTQ+ des pays du Pacifique.

## Biographie
Phylesha Brown-Acton naît en février 1976 à Niue,,. Sa mère est de Niue et son père d'Australie. Elle a sept frères et sœurs . Assignée homme à la naissance, elle s'identifie à une fille à partir de l'âge de quatre ans. À l'école, Brown-Acton est victime d'intimidations de la part des élèves et des enseignants. Chez elle, son père était violent. En raison de sa vie familiale complexe, elle est élevée par la sœur de son grand-père. À l'âge de quinze ans, elle fait une transition sociale et commence à recevoir une hormonothérapie vers vingt ans. 
Initialement, Brown-Acton est danseuse, se produisant à l'international, notamment à la Biennale de Venise ,. En 2006, elle commence à travailler pour le Pacific Peoples Project à la New Zealand AIDS Foundation en tant que coordinatrice de projet ; en 2009, elle gère leur programme de développement international. Elle s'exprime ouvertement sur les violences sexuelles auxquelles les personnes trans sont confrontées, notamment en 2007 lorsqu'un groupe de dix hommes tente de la violer collectivement. Lorsqu'elle porte plaine, elle rapporte que la police tongane l'a blâmée. Elle évoque aussi la discrimination à laquelle les personnes trans sont confrontées pour obtenir des services tels que l'assurance-vie.
En 2010, lors de la Conférence sur les droits de l'homme des Jeux Asie-Pacifique, Brown-Acton est la première personne à introduire un acronyme spécifique au Pacifique décrivant l'équivalent des communautés LGBTQ+ occidentales : MVPFAFF - Mahu, Vakasalewalewa, Palopa, Fa'afafine, Akava'ine, Fakafifine et Fakaleiti/leiti. Alors que le terme parapluie occidental LGBTQ + est souvent employé pour tenter d'inclure les identités de genre du Pacifique, Brown-Acton précise que les identités MVPFAFF sont des troisièmes genres se fondant sur des distinctions culturelles spécifiques.  Ce militantisme universitaire dans les espaces de conférence perturbe les constructions occidentales des identités de genre du Pacifique. Elle traite des racines coloniales de l'homophobie dans beaucoup de pays du Pacifique.
En 2014, elle a rejoint le conseil d'administration d'Auckland Pride. La même année, elle travaille chez Pacific Islands Safety & Prevention Project Inc. en tant que responsable du service d'assistance.
Phylesha Brown-Acton est directrice exécutive de F'ine Pasifika, organisation de défense des droits LGBTQI+ dont le siège est en Nouvelle-Zélande et qu'elle fonda en 2015 ,. En 2018, elle prend la parole lors du Sommet mondial des défenseurs des droits humains,. Elle est membre du comité directeur de l' Asia Pacific Transgender Network (APTN). Elle est aussi conseillère auprès du groupe consultatif sur les services de santé transgenre et administrateur d'INA Maori. En 2020, elle est sélectionnée comme membre du programme de bourses Beijing+25 d'OutRight International .

## Honneurs
Lors des honneurs de l'anniversaire de la reine en 2019, Phylesha Brown-Acton est nommée membre de l'ordre du Mérite néo-zélandais, pour ses services aux communautés du Pacifique et LGBTQI+ ,. C'est la première femme trans du Pacifique à être ainsi reconnue. 

## Publications
- (en) Phylesha Brown-Acton, « Hands and feet: A reflection on Polynesian navigation—a Niue Fakafifine community practitioner perspective in Aotearoa-New Zealand », Te Kaharoa, vol. 15, no 1,‎ 25 février 2020 (ISSN 1178-6035, DOI 10.24135/tekaharoa.v15i1.298, lire en ligne)